# 2 Kurlandzki Pułk Lejb-Ułański
2 Kurlandzki Pułk Lejb-Ułański Imperatora Aleksandra II (ros. 2-й лейб-уланский Курляндский Императора Александра II полк) – pułk kawalerii Armii Imperium Rosyjskiego.

## Charakterystyka pułku
Jednostka została sformowana 16 maja 1803 za panowania cara Aleksandra I Romanowa. Wielokrotnie przemianowywany. W latach 1884–1907 nosił nazwę 5 Kurlandzki Pułk Lejb-Dragoński Imperatora Aleksandra III. Został rozformowany w 1918. Szefami pułku byli imperatorzy: Aleksander II Romanow i Aleksander III Romanow.
Święto pułkowe: 30 sierpnia. Dyslokacja w 1914: Kalwaria (Litwa).
1 stycznia 1914 pułk wchodził w skład 1 Brygady 2 Dywizji Kawalerii w Suwałkach (2 Korpus Armijny).
W czasie I wojny światowej w szeregach pułku walczyli: płk Władysław Mosiewicz oraz bracia Józef i Stanisław Bułak-Bałachowicz.